# Voglio parlarti adesso
Voglio parlarti adesso è un singolo del cantante italiano Paolo Jannacci pubblicato il 6 febbraio 2020.
Con il brano si è presentato al Festival di Sanremo 2020, arrivando al 16º posto.